# Исполнитель желаний 2
«Исполнитель желаний 2» («Исполнитель желаний 2: Зло никогда не умирает»; англ. Wishmaster 2: Evil Never Dies) — американский снятый специально для видео фильм ужасов с элементами чёрного юмора 1999 года режиссёра Джека Шолдера о злобном джинне, который забирает души людей в обмен на желания. Продолжение фильма «Исполнитель желаний» 1997 года. Премьера фильма состоялась на кабельном телевидении в марте 1999 года. Во Франции, Бельгии и Сингапуре был показан в кинотеатрах.
Спецэффекты для фильма созданы Энтони С. Ферранте.

## Сюжет
Во время неудачной попытки ограбления художественной галереи в руки воровки Морганы (Холли Филдс) случайно попадает огненный опал из статуи бога Ахура-Мазда. Взяв камень в руки, девушка случайно будит заключенного в нём джинна.
Парень Морганы (Крис Уэбер) становится первой жертвой джинна: он погибает, пожелав никогда не появляться на свет. Превратив скомандовавшего замереть полицейского в глыбу льда, джинн принимает облик человека и сдаётся властям. В тюрьме он начинает выполнять желания своих сокамерников, собирая их души. Его цель — 1001 душа, собрав которые, он сможет выпустить других джиннов на землю и поработить человечество.
Моргана объединяется с молодым священником (Пол Йохансон), чтобы противостоять джинну. А джинн вместе с новым приспешником (Олег Видов) совершает побег из тюрьмы, и отправляется за новыми душами в Лас-Вегас.
Для исполнения пророчества, собравшему все души джинну нужно исполнить три желания освободившего его человека. Моргана приказывает джинну исчезнуть, а затем, желает, чтобы он вернулся в опал, но все желания, связанные с судьбой джинна оказываются невыполнимы, как и желание уничтожить всё зло на земле. Первым желанием девушки становится свобода Грегори, а вторым — жизнь убитого ею охранника галереи в музее. Сняв с себя грех убийства, она получает силу вновь заточить джинна в опал, и все души обретают свободу.

## В ролях
| Актёр             | Роль                                          |
| ----------------- | --------------------------------------------- |
| Холли Филдс       | Моргана                                       |
| Эндрю Дивофф      | Джинн / Натаниэль Демерест                    |
| Пол Йохансон      | Грегори                                       |
| Олег Видов        | Осип Крючков (в титрах Кучко), русский бандит |
| Томми Листер      | Тиллавер, тюремный охранник                   |
| Леван Учанейшвили | Пушкин, глава русской мафии                   |
| Роберт ЛаСардо    | Роберт Грайс, незаконно осуждённый            |
| Вито Руджинис     | детектив Хостика                              |
| Боким Вудбайн     | Фарралон                                      |
| Крис Уэбер        | Эрик                                          |
| Илья Волок        | телохранитель Пушкина                         |